# Magic Cat Academy
Magic Cat Academy este un joc video creat de Google și lansat pe 30 octombrie 2016. Jocul, care s-a putut juca în locul logoului de pe site-ul companiei, a fost creat în cinstea sărbătorii Halloween. Patru ani mai târziu, pe 30 octombrie 2020, tot în cinstea evenimentului, Google a lansat Magic Cat Academy 2.

## Poveștile jocurilor

### Magic Cat Academy
Jucătorii o controlează pe Momo, o pisică vrăjitoare. Ea se duce la o școală de magie și invocă o fantomă care îi fură cartea cu vrăji. Momo se luptă cu fantome în cinci nivele, luând loc în librăria școlii, o cafenea, o clasă, o sală de sport, respectiv pe acoperiș. Fantomele sunt înfrânte prin apăsarea unui buton pe mouse și tragerea ei în anumite direcții, conform simbolurilor deasupra capetelor fantomelor. Direcțiile de tragere includ o linie orizontală, o linie verticală, un simbol în formă de „V”, un simbol în formă de „Λ” și un fulger, care imediat după formare înfrânge fantomele de pe ecran. Ocazional, jucătorului i se va permite să facă un simbol în formă de inimă pentru a-și recăpăta sănătatea în joc.

### Magic Cat Academy 2
Obiectivul este exact la fel, dar acțiunea se petrece în apă după ce o fantomă a reușit să scape de la Momo după ce a câștigat prima parte, ajungând în ocean și deținând animale marine. Pisica se luptă în cinci nivele, fiecare la o adâncime mai mare decât cealaltă, împotriva fantomelor și deține animale ca o meduză nemuritoare, un banc de pești, un calamar vampir, respectiv un pește pescar, până la ajungerea celui de-al cincilea nivel, unde bossul final, care este un vulcan sub apă. Jocul conține două mișcări noi: un cerc, care îi oferă lui Momo un scut, și o spirală, care împinge toți monștrii.